# Iglesia de San Francisco Javier (Anderlecht)
La Iglesia San Francisco Javier (en holandés : Sint-Franciscuskerk ) es un edificio religioso católico ubicado en Cureghem, un distrito oriental del municipio de Anderlecht (Bruselas). Construida en estilo neogótico a principios del siglo XX, la iglesia se encuentra en proceso de secularización (2020).

## Historia
Además de las parroquias de la Inmaculada Concepción y la Colegiata de San Pedro y Guido, era necesario un tercer lugar de culto en el municipio de Anderlecht, en plena expansión urbana a finales del siglo XIX. La parroquia, puesta bajo la protección de San Francisco Javier, el gran misionero jesuita, fue erigida canónicamente en 1906.
Los primeros servicios religiosos tuvieron lugar en un almacén inicialmente, y a partir de 1909, en una capilla temporal en la rue Eloy. En 1912 se colocó la primera piedra de la nueva iglesia. Las obras se completarán en 1915. La iglesia está dedicada a San Francisco Javier, un misionero jesuita del siglo XVI conocido como el Apóstol de Asia.

## Descripción
Ocupando completamente un bloque urbano, bordeado por las calles de rue Joseph Dujardin, rue de l'Ecole moderne y rue Eloy, la iglesia es imponente. Su parvis da a la calle Eloy. Construido en piedra natural, es de estilo neogótico realzado con elementos románicos que le dan un aspecto algo ecléctico. Su campanario cuadrado, en su pared lateral, se encuentra en la esquina del crucero izquierdo y la nave. Dos torreones románicos octogonales la adornan, uno en el lado derecho de la fachada y el otro, el campanario al que está adosado. Alberga la escalera en su parte inferior.
La iglesia tenía varias hermosas vidrieras, incluida una serie de los 'doce apóstoles', pero están en malas condiciones. La iglesia ya estaba muy deteriorada cuando se llevó a cabo una restauración en 1985, pero su declive continúa. En 1986 se instaló en el interior del edificio una capilla más pequeña para el servicio pastoral de los fieles que la frecuentaban y cuyo número iba disminuyendo. Los alrededores también están descuidados.

## Perspectivas
Cerrada para el culto desde 2015, la iglesia está en proceso de secularización. Se está estudiando un proyecto que convertiría el edificio en un polideportivo, tras la reforma y adecuación del local.
- Datos: Q23726788
- Multimedia: Saint Francis Xavier church (Anderlecht) / Q23726788